# Podalia
Podalia war eine antike Stadt in der kleinasiatischen Landschaft Lykien.
Sie wird zuerst bei Plinius dem Älteren erwähnt. In griechischen Inschriften des 2. Jahrhunderts n. Chr. aus Lykien wird die Stadt einige Male erwähnt: Podalia ehrt neben zahlreichen anderen vor allem zentral- und ostlykischen Poleis den Euergeten Iason aus Kyaneai. Opramoas aus Rhodiapolis bedenkt Podalia als Geschädigte des großen Erdbebens des Jahres 141 n. Chr. neben zahlreichen anderen Städten. Eine Bürgerin von Arykanda besaß auch das Bürgerrecht in Podalia. Aus der Zeit Gordians III. gibt es Münzen der Stadt. In byzantinischer Zeit war Podalia Sitz eines Bischofs; auf das Bistum geht das Titularbistum Podalia der römisch-katholischen Kirche zurück.
Podalia ist nicht eindeutig lokalisiert, doch spricht viel dafür, dass es beim heutigen türkischen Ort Söğle lag. Dort fanden sich auf einem Hügel zahlreiche Keramikscherben von der Bronzezeit bis ins Mittelalter, im Ort selbst Architekturspolien und Inschriften.